# Sergio Canamasas

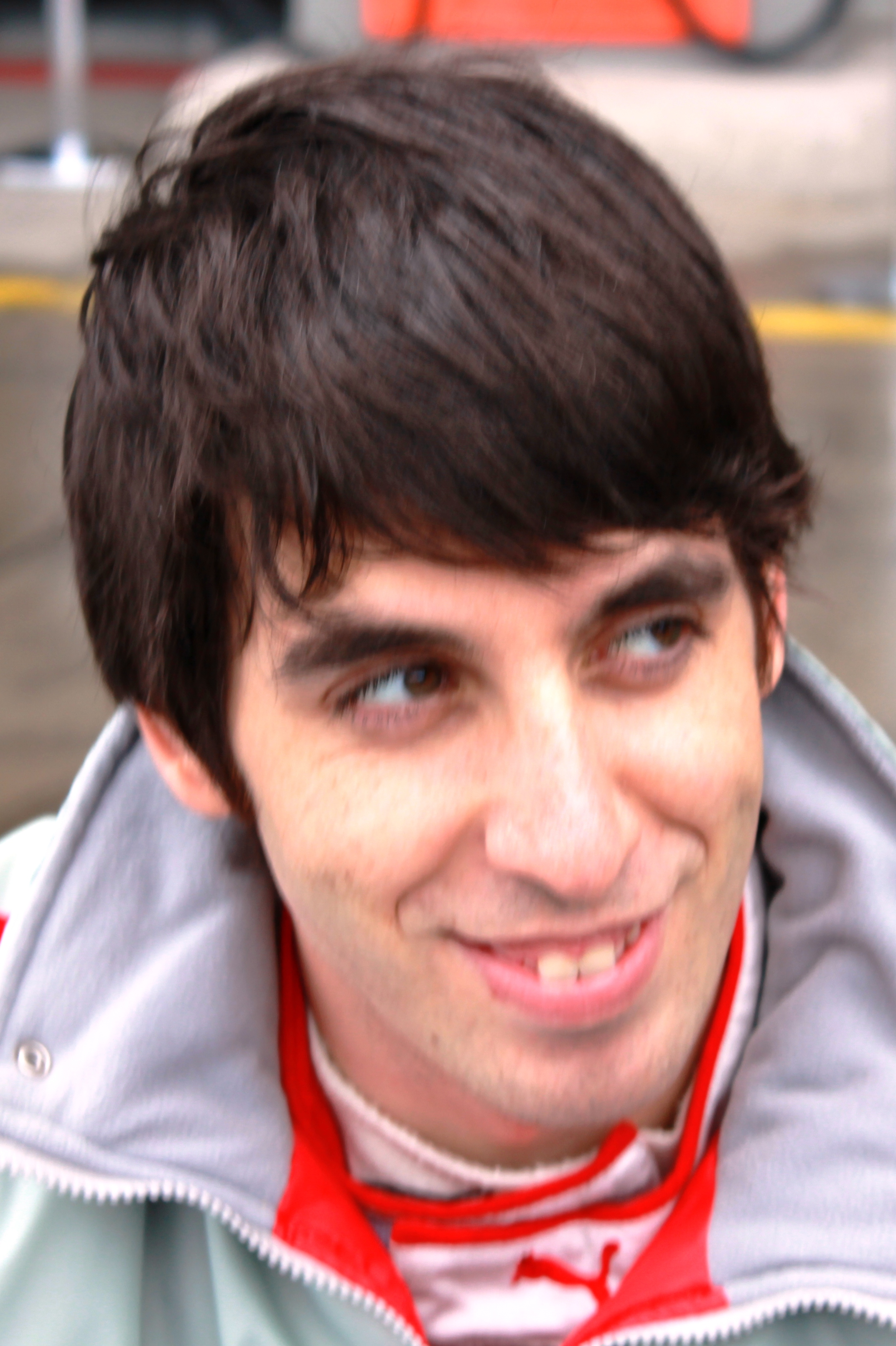
Sergio Canamasas (2011)

Sergio Canamasas (* 3. April 1986 in Madrid) ist ein ehemaliger spanischer Automobilrennfahrer. Er startete ab 2012 in der FIA-Formel-2-Meisterschaft (ehemals GP2-Serie).

## Karriere

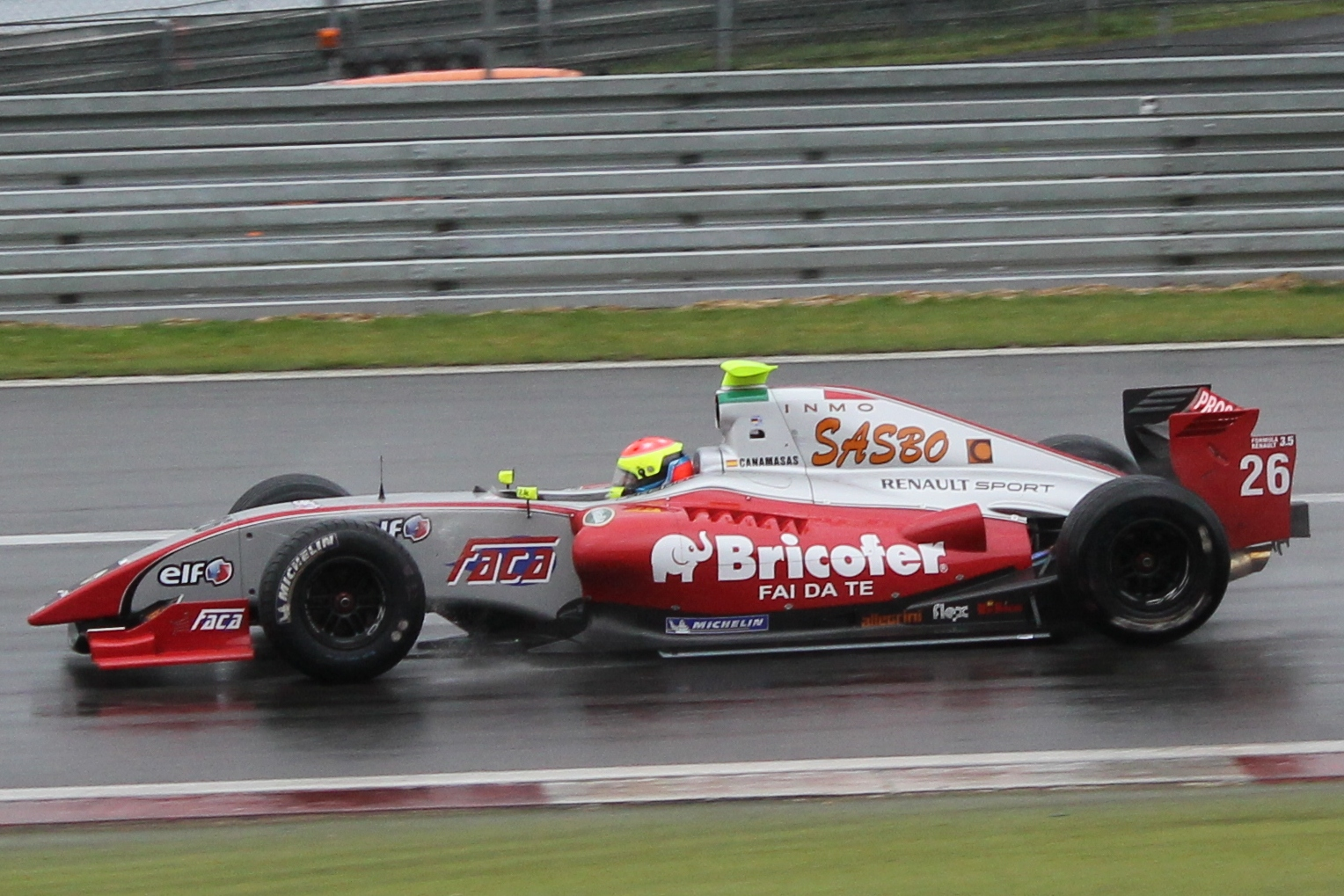
Canamasas für Target in der Formel Renault 3.5 auf dem Nürburgring 2011

Canamasas gab 2007 sein Debüt im Formelsport im Copa de España der spanischen Formel 3. Mit einer Podest-Platzierung belegte er in seiner ersten Saison den achten Gesamtrang. 2008 trat er in der spanischen Formel 3 an und blieb die gesamte Saison ohne Punkte. 2009 blieb er in der spanischen Rennserie, die inzwischen in European F3 Open umbenannt worden war. Canamasas erzielte drei Podest-Platzierungen und belegte am Ende der Saison den sechsten Gesamtrang.
2010 wechselte er in die Formel Renault 3.5, in der er für den österreichischen Rennstall FHV Interwetten.com an den Start ging. Sein Teamkollege war sein Landsmann Bruno Méndez, der ein Jahr zuvor die European F3 Open gewonnen hatte. Am Saisonende belegte Canamasas ohne Punkte geholt zu haben den 25. Gesamtrang. 2011 absolvierte Canamasas seine zweite Saison in der Formel Renault 3.5 für BVM Target, das zu dieser Saison in die Meisterschaft eingestiegen war. Auf dem Hungaroring erzielte er mit einem dritten Platz seine erste Podest-Platzierung sowie seine erste Pole-Position in dieser Meisterschaft. Am Saisonende lag er mit 69 Punkten auf dem achten Platz der Fahrerwertung und damit vor seinem Teamkollegen Daniel Zampieri, der 28 Punkte geholt hatte.
2012 war Canamasas zunächst in keiner Rennserie aktiv. Mitte Juli erhielt er ein Cockpit bei Venezuela GP Lazarus in der GP2-Serie und ersetzte dort Fabrizio Crestani. Nach eigenen Aussagen hatte sich der Rennstall sehr um seine Verpflichtung bemüht, nachdem dieser zuvor erst einen Punkt erzielt hatte. Canamasas blieb jedoch, genauso wie seine Teamkollegen Giancarlo Serenelli und René Binder, ohne Punkte und wurde 27. in der Fahrerwertung. 2013 wechselte Canamasas innerhalb der GP2-Serie zu Caterham. Ein achter Platz war sein bestes Resultat und er beendete die Saison mit drei Punkten auf dem 25. Gesamtrang. Teamintern unterlag er damit seinem Teamkollegen Alexander Rossi deutlich, der mit einem Sieg und 92 Punkten Neunter wurde. Darüber hinaus war Canamasas als Entwicklungsfahrer beim Formel-1-Team von Caterham beschäftigt. 2014 stieg Canamasas zum zweiten Rennwochenende für Trident Racing in die GP2-Serie ein. Beim Sprintrennen in Monte Carlo wurde er Zweiter. Im Sprintrennen in Monza fiel Canamasas durch mehrere wilde Aktionen auf, die zum Ausscheiden mehrere Fahrer führten. Die Rennleitung nahm ihn darauf aus dem Rennen. Während sein Teamkollege Johnny Cecotto jr. mit 140 Punkten Fünfter wurde, lag Canamasas mit 29 Punkten auf dem 14. Platz in der Fahrerwertung.
2015 trat Canamasas zunächst für MP Motorsport in der GP2-Serie an. Beim Hauptrennen in Monte Carlo wurde er Dritter. Zur vierten Veranstaltung trat er trotz Meldung nicht an. Er verließ darauf das Team. Nach einem Rennwochenende für Lazarus wechselte er zu Hilmer Motorsport. Anschließend kehrte er zu Lazarus zurück. Dort vertrat er den verletzten Zoël Amberg. Er beendete die Saison auf dem 15. Gesamtrang. 2016 bestritt Canamasas für Carlin eine weitere Saison in der GP2-Serie. Bei einer Veranstaltung übernahm Binder sein Cockpit. Mit einem fünften Platz als bestem Resultat wurde er 19. in der Fahrerwertung.
2017 trat Canamasas in seiner sechsten Saison der GP2-Serie, welche nunmehr den Namen FIA-Formel-2-Meisterschaft trug, an. Zunächst kehrte er zu Trident zurück, bei denen er auch schon in der Saison 2014 fuhr. Seit dem fünften Rennwochenende in Spielberg fuhr er für Rapax.

## Statistik

### Karrierestationen
| - 2007: Spanische Formel 3, Copa de España (Platz 8) - 2008: Spanische Formel 3 - 2009: European F3 Open (Platz 6) - 2010: Formel Renault 3.5 (Platz 25) | - 2011: Formel Renault 3.5 (Platz 8) - 2012: GP2-Serie (Platz 27) - 2013: GP2-Serie (Platz 25) - 2013: Formel 1 (Testfahrer) | - 2014: GP2-Serie (Platz 14) - 2015: GP2-Serie (Platz 15) - 2016: GP2-Serie (Platz 19) - 2017: Formel 2 (Platz 14) |

### Einzelergebnisse in der GP2-Serie / FIA-Formel-2-Meisterschaft
| Jahr | Team                 | 1   | 2   | 3   | 4   | 5   | 6   | 7   | 8   | 9   | 10  | 11  | 12  | 13  | 14  | 15  | 16  | 17  | 18  | 19  | 20  | 21  | 22  | 23  | 24  | Punkte | Rang |
| ---- | -------------------- | --- | --- | --- | --- | --- | --- | --- | --- | --- | --- | --- | --- | --- | --- | --- | --- | --- | --- | --- | --- | --- | --- | --- | --- | ------ | ---- |
| 2012 | Venezuela GP Lazarus | MAS | MAS | BRN | BRN | BRN | BRN | ESP | ESP | MON | MON | ESP | ESP | GBR | GBR | GER | GER | HUN | HUN | BEL | BEL | ITA | ITA | SIN | SIN | 0      | 27.  |
| 2012 | Venezuela GP Lazarus |     |     |     |     |     |     |     |     |     |     |     |     |     |     | 22  | 14  | 22  | 12  | DNF | DNF | 14  | 11  | 16  | DSQ | 0      | 27.  |
| 2013 | Caterham Racing      | MAS | MAS | BRN | BRN | ESP | ESP | MON | MON | GBR | GBR | GER | GER | HUN | HUN | BEL | BEL | ITA | ITA | SIN | SIN | UAE | UAE |     |     | 3      | 25.  |
| 2013 | Caterham Racing      | 19  | 15  | 20  | 11  | DNF | 14  | 15  | 11  | 23  | 20  | 12  | 17  | DNF | DNF | DNF | 12  | 9   | 11  | 19  | DNF | 12  | 8   |     |     | 3      | 25.  |
| 2014 | Trident Racing       | BRN | BRN | ESP | ESP | MON | MON | AUT | AUT | GBR | GBR | GER | GER | HUN | HUN | BEL | BEL | ITA | ITA | RUS | RUS | UAE | UAE |     |     | 29     | 14.  |
| 2014 | Trident Racing       |     |     | 17  | 18  | 5   | 2   | 15  | 9   | 15  | DNF | 15  | 13  | DNF | DNS | 20  | DNF | 18  | DSQ | 7   | DNF | 16  | 8   |     |     | 29     | 14.  |
| 2015 | MP Motorsport        | BRN | BRN | ESP | ESP | MON | MON | AUT | AUT | GBR | GBR | HUN | HUN | BEL | BEL | ITA | ITA | RUS | RUS | BRN | BRN | UAE | UAE |     |     | 27     | 15.  |
| 2015 | MP Motorsport        | 14  | DNF | 13  | 15  | 3   | 4   | DNA | DNA |     |     |     |     |     |     |     |     |     |     |     |     |     |     |     |     | 27     | 15.  |
| 2015 | Lazarus              |     |     |     |     |     |     |     |     | 15  | 24  |     |     | 12  | 9   | 11  | 6   | DNF | 17  | 12  | 17  | 12  | C   |     |     | 27     | 15.  |
| 2015 | Hilmer Motorsport    |     |     |     |     |     |     |     |     |     |     | DNF | 16  |     |     |     |     |     |     |     |     |     |     |     |     | 27     | 15.  |
| 2016 | Carlin               | ESP | ESP | MON | MON | AZE | AZE | AUT | AUT | GBR | GBR | HUN | HUN | GER | GER | BEL | BEL | ITA | ITA | MAS | MAS | UAE | UAE |     |     | 17     | 19.  |
| 2016 | Carlin               | 5   | 9   | 12  | 10  | DNF | 6   | DNF | 10  | 13  | 9   | 18  | 9   |     |     | 12  | 7   | DNF | 13  | 10  | 15  | 12  | 16  |     |     | 17     | 19.  |
| 2017 | Trident              | BRN | BRN | ESP | ESP | MON | MON | AZE | AZE | AUT | AUT | GBR | GBR | HUN | HUN | BEL | BEL | ITA | ITA | ESP | ESP | UAE | UAE |     |     | 21     | 14.  |
| 2017 | Trident              | 14  | 11  | DNF | 11  | 10  | 17  | 9   | 15  |     |     |     |     |     |     |     |     |     |     |     |     |     |     |     |     | 21     | 14.  |
| 2017 | Rapax                |     |     |     |     |     |     |     |     | 15  | 9   | 5   | 4   | DNF | DNF |     |     |     |     |     |     |     |     |     |     | 21     | 14.  |